# جی پنگفی
جی پنگفی (انگلیسی: Ji Pengfei)؛ (زادهٔ ۲ فوریه ۱۹۱۰ – درگذشته ۱۰ فوریه ۲۰۰۰) سیاست‌مدار اهل چین بود. وی از ژانویه ۱۹۷۲ تا نوامبر ۱۹۷۴ عهده‌دار سمت وزیر امور خارجه چین بود.
جی پنگفی در ۱۰ فوریه ۲۰۰۰، در سن ۹۰ سالگی درگذشت.